# Adrift (2018)
Adrift is een Amerikaanse biografische dramafilm uit 2018, geregisseerd door Baltasar Kormákur. De film is gebaseerd op het boek Red Sky in Mourning: A True Story of Love, Loss, and Survival at Sea uit 2002 van Tami Oldham Ashcraft en Susea McGearhart, over een waargebeurd verhaal van Tami Oldham dat zich afspeelt tijdens de gebeurtenissen van orkaan Raymond in 1983. De hoofdrollen worden vertolkt door Shailene Woodley en Sam Claflin.

## Verhaal
Tami Oldham vaart van Tahiti naar Californië met haar verloofde Richard Sharp. Maar de zeiltocht blijkt een horrortocht te zijn als de boot in een stevige storm terecht komt. Richard wordt overboord gegooid, Tami wordt uren later alleen wakker op open zee. De oorspronkelijke bestemmingshaven, San Diego, is onbereikbaar geworden met de beschadigde boot, dus besluit ze in plaats daarvan Hawaï aan te doen, 1500 zeemijl verderop. Geholpen door haar zwaargewonde verloofde, die later een hallucinatie blijkt te zijn, navigeert ze het schip met behulp van een sextant en zeekaarten naar Hilo, Hawaï.

## Rolverdeling
| Acteur              | Personage          |
| ------------------- | ------------------ |
| Shailene Woodley    | Tami Oldham        |
| Sam Claflin         | Richard Sharp      |
| Jeffrey Thomas      | Peter Crompton     |
| Elizabeth Hawthorne | Christine Crompton |
| Grace Palmer        | Deb                |

## Release
De film ging in première op 31 mei 2018 in Singapore en Griekenland. Op 1 juni 2018 werd de film uitgebracht in Verenigde Staten.

## Ontvangst
Op Rotten Tomatoes heeft Adrift een waarde van 69% en een gemiddelde score van 6,1/10, gebaseerd op 204 recensies. Op Metacritic heeft de film een gemiddelde score van 56/100, gebaseerd op 31 recensies.

## Prijzen en nominaties
| Jaar | Prijs                 | Categorie                        | Genomineerde(n)     | Uitslag     |
| ---- | --------------------- | -------------------------------- | ------------------- | ----------- |
| 2018 | Teen Choice Awards    | Choice Summer Movie              | Choice Summer Movie | Genomineerd |
| 2018 | Teen Choice Awards    | Choice Summer Movie Star: Male   | Sam Claflin         | Genomineerd |
| 2018 | Teen Choice Awards    | Choice Summer Movie Star: Female | Shailene Woodley    | Genomineerd |
| 2019 | Golden Trailer Awards | Beste romantische trailer        | STX Entertainment   | Genomineerd |